# Junça
Junça é uma povoação portuguesa do Município de Almeida que foi sede da extinta Freguesia de Junça, freguesia que tinha 18,53 km² de área e 124 habitantes (2011), e, por isso, uma densidade populacional de 6,7 hab/km².
A Freguesia de Junça foi extinta em 2013, no âmbito de uma reforma administrativa nacional, tendo sido agregada à freguesia de Naves, para formar uma nova freguesia denominada União das Freguesias de Junça e Naves da qual é sede.

## População
| Totais e grupos etários | Totais e grupos etários | Totais e grupos etários | Totais e grupos etários | Totais e grupos etários | Totais e grupos etários | Totais e grupos etários | Totais e grupos etários | Totais e grupos etários | Totais e grupos etários | Totais e grupos etários | Totais e grupos etários | Totais e grupos etários | Totais e grupos etários | Totais e grupos etários | Totais e grupos etários |
| ----------------------- | ----------------------- | ----------------------- | ----------------------- | ----------------------- | ----------------------- | ----------------------- | ----------------------- | ----------------------- | ----------------------- | ----------------------- | ----------------------- | ----------------------- | ----------------------- | ----------------------- | ----------------------- |
|                         | 1864                    | 1878                    | 1890                    | 1900                    | 1911                    | 1920                    | 1930                    | 1940                    | 1950                    | 1960                    | 1970                    | 1981                    | 1991                    | 2001                    | 2011                    |
| Total                   | 435                     | 470                     | 467                     | 489                     | 464                     | 376                     | 401                     | 439                     | 466                     | 394                     | 239                     | 212                     | 200                     | 162                     | 124                     |
| i)                      |                         |                         |                         |                         |                         |                         |                         |                         |                         |                         |                         |                         |                         | 19                      | 9                       |
| ii)                     |                         |                         |                         |                         |                         |                         |                         |                         |                         |                         |                         |                         |                         | 25                      | 10                      |
| iii)                    |                         |                         |                         |                         |                         |                         |                         |                         |                         |                         |                         |                         |                         | 73                      | 61                      |
| iv)                     |                         |                         |                         |                         |                         |                         |                         |                         |                         |                         |                         |                         |                         | 45                      | 44                      |

 i) 0 aos 14 anos; ii) 15 aos 24 anos; iii) 25 aos 64 anos; iv) 65 e mais anos

## Património
- Edificado:
  - Pequenos núcleos de Arquitectura Popular residencial e agrícola
  - Fonte Salgueira (Mergulho) - século XVIII/XIX;

- Religioso:
  - Igreja Matriz - século XIX;
  - Capela de Nossa Senhora do Mosteiro - século XIV/XVI;
  - Capela de Santa Rita - século XIX;

- Arqueológico e Etnográfico:
  - Lagar escavado na rocha no sítio da Nossa Senhora do Mosteiro - Período Medieval;
  - Sepulturas Antropomórficas cavadas na rocha junto ao Rio Côa - Medieval